# 舟橋和郎
舟橋 和郎（ふなはし かずお、1919年7月2日 - 2006年1月15日）は、日本の脚本家。兄は小説家の舟橋聖一。

## 略歴
東京府出身。東京帝国大学教授の四男として生まれる。母方の祖父に古河財閥幹部の近藤陸三郎がおり、裕福な家庭で育つ。1939年、東京高等学校在学中、治安維持法違反で検挙される。1943年、明治大学専門部文科（文芸科）を卒業。菊池寛の秘書を経て、1944年、大映企画部に入社、同年応召。翌年復員し、1946年、『彼と彼女は行く』を発表して脚本家に転じ、のちフリーとなる。1950年に映画『日本戦歿学生の手記 きけ、わだつみの声』の脚本でシナリオ賞受賞。その他代表作に『雁の寺』、『兵隊やくざ』シリーズ、『与太郎戦記』シリーズなど。1991年にシナリオ功労賞受賞。

## 主な作品

### 映画
- きけ、わだつみの声（1950年）
- 雪夫人絵図（1950年）
- 軍艦すでに煙なし（1950年）
- 風にそよぐ葦 後編（1951年、八木保太郎と共作）
- くちづけ（1957年）
- 海軍兵学校物語 あゝ江田島（1959年、大映）
- 雁の寺（1962年）
- 末は博士か大臣か（1963年）
- 剣（1964年）
- 花実のない森（1965年）
- 続・兵隊やくざ（1965年）
- おんな番外地シリーズ（1965年～1966年）
- 喜劇急行列車（1967年）
- 陸軍中野学校 密命（1967年）
- 怪談おとし穴（1968年）
- 与太郎戦記（1969年）

## 著書
- 『兄・舟橋聖一の素顔』近代文芸社　1982
- 『シナリオ作法四十八章』映人社　1985
- 『回想の日本映画黄金期』清水書院　1996